# Мой фюрер, или Самая правдивая правда об Адольфе Гитлере
«Мой Фюрер, или Самая правдивая правда об Адольфе Гитлере» (нем. Mein Führer - Die wirklich wahrste Wahrheit über Adolf Hitler) — немецкий комедийный фильм об «одном эпизоде из жизни» Гитлера.

## Сюжет
После очередного неудачного покушения в конце 1944 года фюрер пребывает в глубокой депрессии, помочь ему может лишь учитель риторики и актёр, однажды уже поставивший речь диктатору. Этот учитель — еврейский профессор Грюнбаум находится в концлагере Заксенхаузен. Его привозят из лагеря к Гитлеру, и он начинает готовить диктатора к выступлению, но имеет собственный план.
Действие фильма происходит в разрушенном Берлине с 25 декабря 1944 по 1 января 1945 года, когда вся Германия готовится к речи фюрера.

## В ролях
| Актёр            | Роль            |
| ---------------- | --------------- |
| Хельге Шнайдер   | Адольф Гитлер   |
| Ульрих Мюэ       | Адольф Грюнбаум |
| Сильвестр Грот   | Йозеф Геббельс  |
| Адриана Альтарас | Эльза Грюнбаум  |

## Критика
Этот фильм стал первой попыткой немцев пошутить над периодом нацизма, что вызвало резкую реакцию со стороны критиков.

## Показ
Премьера фильма состоялась 9 января 2007 года в кинотеатре Lichtenburg в Эссене. Кинопоказ был начат в Германии 11-го, в Швейцарии — 18-го и в Австрии 19-го января. За короткое время в прокате фильм собрал около 780 тысяч зрителей. В сентябре 2007 года фильм был выпущен на DVD.